# Finestral gòtic de Can Llort (Calella)
Can Llort és una obra del municipi de Calella (Maresme) inclosa en l'Inventari del Patrimoni Arquitectònic de Catalunya.

## Descripció
Finestral gòtic situat en una casa de planta baixa i pis senzilla, actualment una botiga. El finestral, amb gran quantitat d'elements escultòrics decoratius, no presenta imposta. A més de l'escut de la casa cal destacar les decoracions dels arcs de la llinda.